# 1539
سنة 1539 م كانت سنة بسيطة تبدأ يوم الأربعاء (الرابط يظهر نموذج التقويم الكامل للسنة) من التقويم اليولياني.

## أحداث
- تأسيس مدينة نهر جاغواراو وتقع حاليا في باراغواي.
- تأسيس مدينة سانتا كروز ديل كويتشي وتقع حاليا في غواتيمالا.
- 15 أغسطس: تأسيس مدينة هانوكو وتقع حاليا في بيرو.

## مواليد
- إنكا غارثيلاسو دي لا فيغا
- إي سان هاي
- سليمة سلطان بيغوم
- غيورغ فريدرش الأول
- فرانسسكوس رافلنجيوس بروفيسور فرنسي
- همفري جيلبرت مستكشف من المملكة المتحدة

## وفيات
- استيفانيكو
- الغورو ناناك